# Sturgeon Lake (Sturgeon River)
Der Sturgeon Lake (Sturgeon ist die engl. Bezeichnung für Stör) ist ein See im Nordwesten der kanadischen Provinz Ontario.

## Lage
Der Sturgeon Lake liegt 80 km nördlich von Ignace. Der See erstreckt sich mit einer Länge von 59 km über den Kenora und Thunder Bay District. Er gliedert sich in einen südlichen und einen nördlichen Teil sowie einem schmaleren Verbindungsstück. Seine maximale Breite beträgt 7,5 km. Der Sturgeon Lake hat eine Fläche von 214 km². Die tiefste Stelle des Sees, nahe dem südlichen Seeende gelegen, misst 93 m. Der See wird vom Sturgeon River in westlicher Richtung zum Marchington River und English River entwässert. Am nördlichen Seeende liegt der Flugplatz Savant Lake (Sturgeon Lake) Water Aerodrome. O’Briens Landing liegt am südlichen Seeende. Der Ontario Highway 599 führt streckenweise westlich am See entlang.

## Seefauna
Der Sturgeon Lake gilt als gutes Angelgewässer. Im See werden folgende Fischarten gefangen: Glasaugenbarsch, Hecht, Amerikanischer Seesaibling und Heringsmaräne.